# 2008年ブラジルグランプリ
2008年ブラジルグランプリは、2008年F1世界選手権第18戦として、2008年10月31日から11月2日にサンパウロ・インテルラゴスで開催された。正式名称はFORMULA1 Grande Prêmio do Brasil 2008。

## チャンピオンシップ争い

### ドライバーズチャンピオンシップ
| ポイント | ハミルトン | マッサ |
| -------- | ---------- | ------ |
| 104      | 1位        |        |
| 103      |            |        |
| 102      | 2位        |        |
| 101      |            |        |
| 100      | 3位        |        |
| 99       | 4位        |        |
| 98       | 5位        |        |
| 97       | 6位        | 1位    |
| 96       | 7位        |        |
| 95       | 8位        | 2位    |
| 94       | 9位以下    |        |

ドライバーズチャンピオンシップは、前戦の中国GPで、BMWザウバーのロバート・クビサが抜け、マクラーレンのルイス・ハミルトンと、フェラーリのフェリペ・マッサに絞られた。レース前のポイントはハミルトンが94、マッサが87と、7ポイント差がついていた。よって、ハミルトンが獲得するには5位以上で完走すれば獲得する。マッサが獲得するには最低でも2位以上、そして、ハミルトンの8位以下が必要（97ポイント、95ポイントで並んだ場合は、上位入賞回数が多くなるマッサが優勝となる）というハミルトンが大きく有利な状況だった。

### コンストラクターズチャンピオンシップ
コンストラクターズチャンピオンシップも、フェラーリとマクラーレンの争いとなった。ポイント差は11ポイントと逆転は難しい状況だった。

## 予選

### 展開

#### Q1
Q1では母国グランプリに臨むフェラーリのフェリペ・マッサが、ハード側タイヤで1'11.830とQ1唯一の1分11秒台を記録。キミ・ライコネンも2番手に続き、フェラーリがワン・ツー体制でQ1を抜けていく。マクラーレンのルイス・ハミルトンは3番手で、ルノーのフェルナンド・アロンソが4番手につける。後方では、マッサと同じく母国グランプリを迎えたホンダのルーベンス・バリチェロが15位以内のQ2進出圏内に滑り込む。
ウィリアムズの中嶋一貴、チームメイトのニコ・ロズベルグ、ホンダのジェンソン・バトン、フォース・インディアの2台がここで脱落となった。
　

#### Q2
各マシンソフト側タイヤでアタックに入る。フェラーリ勢はまず1分11秒台にを記録し、マッサ、ライコネンのワン・ツー体制を築く。しかしハミルトンが1'11.856でトップタイムを塗り替える。チームメイトのヘイッキ・コバライネンは4番手へ。ここでトヨタのティモ・グロックがフェラーリ勢に割って入る3番手タイムを記録。コバライネンは再度アタックを行い、1'11.768で暫定トップとなる。残り時間が少なくなる中、トロ・ロッソのセバスチャン・ベッテルが2番手に飛び込む。トロ・ロッソのセバスチャン・ボーデ、トヨタのヤルノ・トゥルーリらも10番手以内に入り、トロ・ロッソとトヨタはそれぞれ2台そろってQ3へ進出した。
BMWザウバーのロバート・クビサ、母国グランプリながらルノーのネルソン・ピケJr.はタイムが伸びずQ2落ち。さらにレッドブルの2台そして、バリチェロも脱落した。
　

#### Q3
最初のアタックでマッサは1'12.453のトップタイムをマーク。ライコネンが1'12.921で2番手に続き、ここでもまたフェラーリのワン・ツー体制となるが、トゥルーリが1'12.918と0.003ライコネンを上回って2番手に入る。マクラーレンはコバライネンが4番手、ハミルトンは6番手で2度目のアタックへ向かう。しかし、トップのマッサがさらにタイムを縮め、1'12.368でポールポジションを確実なものとする。ハミルトンは1'12.830と2番手でチェッカーを受けるが、背後からライコネンが1'12.825で2番手に入り、さらにトゥルーリが1'12.737で再び2番手を奪う。ハミルトンは4番手に後退し、コバライネンはかろうじて5番手タイムを残し、アロンソ6番手で予選が終了した。マッサは3年連続の、母国グランプリであるブラジルグランプリでのポールポジションを獲得、自身15度目、今季6度目で、フェラーリにとっては今季8度目のポールポジションとなった。トゥルーリは2005年フランスGP以来の2番手で、トヨタに2005年日本GP以来のフロントローをもたらした。

### 結果
| 順位 | No | ドライバー               | コンストラクター                 | Q1       | Q2       | Q3       | グリッド |
| ---- | -- | ------------------------ | -------------------------------- | -------- | -------- | -------- | -------- |
| 1    | 2  | フェリペ・マッサ         | フェラーリ                       | 1'11.830 | 1'11.875 | 1'12.368 | 1        |
| 2    | 11 | ヤルノ・トゥルーリ       | トヨタ                           | 1'12.226 | 1'12.107 | 1'12.737 | 2        |
| 3    | 1  | キミ・ライコネン         | フェラーリ                       | 1'12.083 | 1'11.950 | 1'12.825 | 3        |
| 4    | 22 | ルイス・ハミルトン       | マクラーレン・メルセデス         | 1'12.213 | 1'11.856 | 1'12.830 | 4        |
| 5    | 23 | ヘイキ・コバライネン     | マクラーレン・メルセデス         | 1'12.366 | 1'11.768 | 1'12.917 | 5        |
| 6    | 5  | フェルナンド・アロンソ   | ルノー                           | 1'12.214 | 1'12.090 | 1'12.967 | 6        |
| 7    | 15 | セバスチャン・ベッテル   | トロ・ロッソ・フェラーリ         | 1'12.390 | 1'11.845 | 1'13.082 | 7        |
| 8    | 3  | ニック・ハイドフェルド   | BMWザウバー                      | 1'12.371 | 1'12.026 | 1'13.297 | 8        |
| 9    | 14 | セバスチャン・ブルデー   | トロ・ロッソ・フェラーリ         | 1'12.498 | 1'12.075 | 1'14.105 | 9        |
| 10   | 12 | ティモ・グロック         | トヨタ                           | 1'12.223 | 1'11.909 | 1'14.230 | 10       |
| 11   | 6  | ネルソン・ピケJr.        | ルノー                           | 1'12.348 | 1'12.137 |          | 11       |
| 12   | 10 | マーク・ウェバー         | レッドブル・ルノー               | 1'12.409 | 1'12.289 | 12       |          |
| 13   | 4  | ロバート・クビサ         | BMWザウバー                      | 1'12.381 | 1'12.300 | 13       |          |
| 14   | 9  | デビッド・クルサード     | レッドブル・ルノー               | 1'12.690 | 1'12.717 | 14       |          |
| 15   | 17 | ルーベンス・バリチェロ   | ホンダ                           | 1'12.548 | 1'13.139 | 15       |          |
| 16   | 8  | 中嶋一貴                 | ウィリアムズ・トヨタ             | 1'12.800 |          | 16       |          |
| 17   | 16 | ジェンソン・バトン       | ホンダ                           | 1'12.810 | 17       |          |          |
| 18   | 7  | ニコ・ロズベルグ         | ウィリアムズ・トヨタ             | 1'13.002 | 18       |          |          |
| 19   | 21 | ジャンカルロ・フィジケラ | フォース・インディア・フェラーリ | 1'13.426 | 19       |          |          |
| 20   | 20 | エイドリアン・スーティル | フォース・インディア・フェラーリ | 1'13.508 | 20       |          |          |

## 決勝

### 展開
決勝直前になって突如雨が降り出し、スタートが10分遅れることになった。しかし雨はすぐに止み、晴れ間も見えた。路面は大半が濡れている状態だが、一部には乾いている部分もある微妙な状態でフォーメーションラップがスタートした。
クビサ以外のマシンはスタンダードウェットタイヤを装着して決勝に臨み、唯一ドライタイヤを履いていたクビサもピットスタートを選択し、スタンダードウェットタイヤに交換した。
レースがスタートし、上位4台は順位の変動なく1コーナーへ。5番グリッドにつけていたコバライネンはポジションを落とし、5番手にベッテル、6番手にアロンソが浮上。後方では、ロズベルグが、現役最後のレースであるレッドブルのデビッド・クルサードに後ろから追突。スピンしたクルサードのマシンは、後から来た中嶋に接触し、コース上で止まってしまう。クルサードは、現役最後のレースをわずか一周でリタイアという形で締めくくった。
クルサードのマシンを撤去するため、早くもセーフティカーが導入される。5周目にレースが再開すると、トップを行くマッサは徐々に後方との差を築く。2番手トゥルーリ以降は差が詰まったままレースは進む。見る間にコースが乾き、ドライタイヤへ変更するマシンが増える。上位勢ではまずベッテルとアロンソが同時にピットへ向かう。10周目を終えるところで、マッサもタイヤ交換。その翌周にトゥルーリ、ライコネン、ハミルトンがいっせいにピットへ。
ここで順位が入れ替わり、マッサ、ベッテル、アロンソ、ライコネンの上位4台に、そして早めにタイヤ交換を済ませていたフォース・インディアのジャンカルロ・フィジケラが5番手まで浮上。ハミルトンはトゥルーリをかわし、6番手となる。トップの3台はほとんど差がつかず、その10秒後方が4番手ライコネン、ハミルトンはフィジケラをオーバーテイクするのに手こずり、ライコネンとのギャップが5秒前後まで広がる。
その後、マッサとベッテルはそれぞれファステストラップを出し合いながら、1秒以内の差で周回を重ねる。
28周目、ベッテルが2度目のピットストップを行い、6番手で戻る。38周目の終わりにマッサも再びピットへ。燃料を多く積み、残り約半分を走りきる戦略を採る。上位勢が最後の給油を済ませると、順位はマッサ、アロンソ、ライコネン、ハミルトン、ベッテルとなる。この最終スティントで、マッサはトップを独走し、ライコネンがアロンソに、ベッテルはハミルトンに迫った。
残り10周を切り、サーキットに再び雨が落ち始める。徐々にスタンダードウェットタイヤへ履き替えるマシンが増え、66周目の終了時に2番手アロンソ以降はいっせいにピットイン。マッサはその翌周にウェットタイヤに変更。トヨタの2台はタイヤを交換せず、グロックが4番手に上がり、ハミルトンが5位、ベッテルが6位になった。
残り2周、周回遅れながらクビサがハミルトンをかわし、その直後、ベッテルもハミルトンをオーバーテイク。ハミルトンは6位に順位を落とした。
マッサはトップでチェッカーフラッグを受け、ポールポジション、ファステストラップ、優勝と母国でハットトリック達成。今季最多優勝となる6勝目、通算11勝目、地元ブラジルグランプリでは2年ぶりの2勝目を挙げる。2位アロンソ、3位ライコネンの順位は変わらない。
タイトルの行方は後方の順位次第となる。ファイナルラップに急激に雨足が強まり、ドライタイヤのグロックはペースが落ち、12秒以上あったベッテル、ハミルトンとの差が見る間に詰まる。最後のブレーキングポイントである12コーナーでベッテルとハミルトンがグロックを追い越し、4位ベッテル、5位ハミルトン、6位グロックの順でフィニッシュラインを通過した。
ドライバーズポイントは、タイトルの条件である5位に入賞したハミルトンが98、マッサが97となり、23歳300日のハミルトンがわずか1ポイント差でF1史上最年少王者の座に就いた。イギリス人ドライバーとしては1996年シーズンのデイモン・ヒル以来、マクラーレンにとっては1999年シーズンのミカ・ハッキネン以来のドライバーズタイトルとなった。コンストラクターズタイトルはフェラーリが172ポイントで2年連続の獲得となった。

### 結果
| 順位 | No | ドライバー               | コンストラクター                 | 周回数 | タイム／リタイヤ | グリッド | ポイント |
| ---- | -- | ------------------------ | -------------------------------- | ------ | ---------------- | -------- | -------- |
| 1    | 2  | フェリペ・マッサ         | フェラーリ                       | 71     | 1:34'11.435      | 1        | 10       |
| 2    | 5  | フェルナンド・アロンソ   | ルノー                           | 71     | +13.298          | 6        | 8        |
| 3    | 1  | キミ・ライコネン         | フェラーリ                       | 71     | +16.235          | 3        | 6        |
| 4    | 15 | セバスチャン・ベッテル   | トロ・ロッソ・フェラーリ         | 71     | +38.011          | 7        | 5        |
| 5    | 22 | ルイス・ハミルトン       | マクラーレン・メルセデス         | 71     | +38.907          | 4        | 4        |
| 6    | 12 | ティモ・グロック         | トヨタ                           | 71     | +44.368          | 10       | 3        |
| 7    | 23 | ヘイキ・コバライネン     | マクラーレン・メルセデス         | 71     | +55.074          | 5        | 2        |
| 8    | 11 | ヤルノ・トゥルーリ       | トヨタ                           | 71     | +1'08.433        | 2        | 1        |
| 9    | 10 | マーク・ウェバー         | レッドブル・ルノー               | 71     | +1'19.666        | 12       |          |
| 10   | 3  | ニック・ハイドフェルド   | BMWザウバー                      | 70     | +1 Lap           | 8        |          |
| 11   | 4  | ロバート・クビサ         | BMWザウバー                      | 70     | +1 Lap           | Pit      |          |
| 12   | 7  | ニコ・ロズベルグ         | ウィリアムズ・トヨタ             | 70     | +1 Lap           | 18       |          |
| 13   | 16 | ジェンソン・バトン       | ホンダ                           | 70     | +1 Lap           | 17       |          |
| 14   | 14 | セバスチャン・ブルデー   | トロ・ロッソ・フェラーリ         | 70     | +1 Lap           | 9        |          |
| 15   | 17 | ルーベンス・バリチェロ   | ホンダ                           | 70     | +1 Lap           | 15       |          |
| 16   | 20 | エイドリアン・スーティル | フォース・インディア・フェラーリ | 69     | +2 Laps          | 20       |          |
| 17   | 8  | 中嶋一貴                 | ウィリアムズ・トヨタ             | 69     | +2 Laps          | 16       |          |
| 18   | 21 | ジャンカルロ・フィジケラ | フォース・インディア・フェラーリ | 69     | +2 Laps          | 19       |          |
| Ret  | 6  | ネルソン・ピケJr.        | ルノー                           | 0      | アクシデント     | 11       |          |
| Ret  | 9  | デビッド・クルサード     | レッドブル・ルノー               | 0      | アクシデント     | 14       |          |

## デビッド・クルサードのマシンカラー
このレースが引退レースとなったデビッド・クルサードは、「最後のレースを対麻痺の治療法発見に捧げる」とし、レッドブルのディートリヒ・マテシッツが設立し、同社が主導している脊髄損傷の治療法を模索する研究団体「Wings For Life」のロゴをあしらった、白を基調とした特別カラーリングのRB4でグランプリに挑んだ。
F1は規約により、チームにおけるマシンへのカラーリングは、カーナンバーやドライバー名とその国旗以外は同じカラーリングでなければならない、と決められているため、レッドブルチームはFIAに申請を行い、全チームの承認をもってカラーリングの変更を認められた。「別のカラーリングにしたマシンを走らせることについて全チームから承認を受けた。これは近代F1において初めてのことだと思う」とクルサードが語るようにこれは非常に稀なことであり、参戦するマシンの1台だけが別カラーでレースをしたのは、2013年現在においてもこの1例だけである。

## 悲劇から7年
劇的な最期を迎えたこのグランプリから7年後、2014年シーズンではシーズンを席巻したメルセデスのルイス・ハミルトン、ニコ・ロズベルグの間でタイトル争いが展開されていた。そして最終戦アブダビGPを前に両者の差は17ポイントに迫り、まさに当グランプリのハミルトンとマッサのような状況になっていた。そしてグランプリ直前、ランキング2位のロズベルグが2014年シーズンの次点的存在だったマッサ（当時ウィリアムズ）に、「2位に入ってワールドチャンピオン獲得を援護してほしい」とコメントをした。しかし、マッサはこれを拒否。そして「僕がチャンピオンシップに勝てるチャンスがあった時、誰も助けてくれなかった。実際は、あるドイツ人のせいでフイになってしまった」と発言した。7年もの月日が経った現在もこのレースのことを根に持っていることが明らかになり、話題となった。